# جورج مويميه
جورج مويميه (بالفرنسية: Georges Mouyémé)‏ (مواليد 15 أبريل 1971) هو لاعب كرة قدم. يلعب مع منتخب الكاميرون لكرة القدم. سبق له أن لعب في كأس العالم لكرة القدم مع منتخب بلاده.

## روابط خارجية
- جورج مويميه على موقع الاتحاد الدولي (مؤرشف)  (الإنجليزية)
- جورج مويميه على موقع رابطة كرة القدم الفرنسية للمحترفين (الإنجليزية)
- جورج مويميه على موقع قاعدة بيانات كرة القدم.إي يو (الإنجليزية)
- جورج مويميه على موقع ناشيونال فوتبول تيمز (الإنجليزية)
- جورج مويميه على موقع عالم كرة القدم.نت (الإنجليزية)